# Balaschicha
Balaschicha (russisch Балашиха) ist eine Großstadt in der Oblast Moskau in Russland. Sie liegt etwa 25 km östlich des Stadtzentrums und vier Kilometer von der Stadtgrenze Moskaus, am Moskwa-Nebenfluss Pechorka. 2015 wurde sie mit der benachbarten Großstadt Schelesnodoroschny zusammengeschlossen, wobei letztere als Verwaltungseinheit erlosch. Mit nunmehr 423.946 Einwohnern (Stand: 1. Januar 2015) ist Balaschicha die bevölkerungsreichste Stadt der Oblast.

## Geschichte
Die ersten Menschen siedelten auf dem Gebiet vor ca. 300.000 Jahren und lebten dort bis ins 7. Jahrhundert. Denn auf das Gebiet wurden Slawen umgesiedelt, die die Grundbevölkerung bildeten. Die Stadt entwickelte sich im 19. Jahrhundert aus einem der Dörfer an der berüchtigten Straße namens Wladimirka, der damals einzigen durchgehenden Verbindung von Moskau über Wladimir nach Sibirien, die besonders oft für den Transport von Häftlingen genutzt wurde. Der Ursprung des Stadtnamens wird im Wort bloschnja vermutet, wie ein hier einst massenhaft zu findendes Heilkraut bezeichnet wurde.
Bis zum frühen 19. Jahrhundert hieß das Dorf Bloschicha. 1830 wurde dort erstmals eine Stofffabrik gegründet, weshalb dieses Jahr als Gründungsjahr der Stadt gilt. In der zweiten Jahrhunderthälfte stellte Balaschicha bereits ein wichtiges lokales Zentrum der Textil- und Papierindustrie dar. Entsprechend wuchs rund um das ehemalige Dorf eine Arbeitersiedlung. Zugleich erlangte die Umgebung des Ortes eine gewisse Beliebtheit als Datschengegend, vor allem nach 1912, als Balaschicha eine Eisenbahnanbindung erhielt. Berühmte russische Künstler wie Isaak Lewitan, Igor Grabar und Wsewolod Meyerhold verbrachten dort ihre Sommer.
In der Sowjetzeit wuchs Balaschicha rapide. Vor allem in den 1930er Jahren entstanden dort mehrere größere Industriebetriebe, u. a. das Werk № 120 für Flugzeugräder, Bremssteuerungen und Leichtmetallformguss sowie das Flugzeugreparaturwerk ДОСААФ.
1939 erhielt der Ort Stadtrechte. Während des Zweiten Weltkriegs wurden die hiesigen Fabriken vorübergehend auf Rüstungsproduktion umgestellt. Die Stadt selbst blieb von deutschen Luftangriffen verschont, allerdings ließen rund 9000 Stadtbewohner an der Front ihr Leben.
In der Nachkriegszeit wurden zahlreiche weitere Industriebetriebe gegründet, u. a. der Betrieb für Flugzeugzubehör № 279 (1946) und der kryotechnische Betrieb БМЗ (1946). 1962 wurde zudem ein Forschungszentrum für Kryotechnik eröffnet. Durch Eingemeindungen und Zuzug wuchs Balaschicha in der zweiten Hälfte des 20. Jahrhunderts zur Großstadt an.
Die in den 1930er Jahren geschlossene und unter Chruschtschow abgerissene Alexander-Newski-Kirche wurde ab 2001 neu errichtet.
Im Dezember 2014 beschloss die Duma der Oblast Moskau, Balaschicha mit dem benachbarten Schelesnodoroschny zu einer Stadt zusammenzuschließen. Der Beschluss № 16/111-P trat am 22. Januar 2015 in Kraft. Das ehemalige Stadtgebiet Schelesnodoroschnys wurde in neun neue Mikrorajone von Balaschicha aufgeteilt.

## Bevölkerungsentwicklung
| Jahr | Einwohner |
| ---- | --------- |
| 1926 | 8.000     |
| 1939 | 28.766    |
| 1959 | 57.600    |
| 1970 | 92.316    |
| 1979 | 117.906   |
| 1989 | 135.841   |
| 2002 | 147.909   |
| 2010 | 215.494   |
| 2015 | 423.946   |

Anmerkung: Volkszählungsdaten (1926 gerundet)

## Mikrorajone
- Awiatorow
- Balaschicha-1
- Balaschicha-2
- Balaschicha-3
- Balaschicha-Park
- Dserschinskowo
- Fabritschny
- Gagarina
- Jantarny
- Juschnoje Kutschino 1
- Juschny
- Keramik 1
- Kupawna 1  2
- Kutschino 1  3
- Lesnoi Gorodok
- Mirskoi Proesd
- Nikolsko-Archangelski 4
- Nowoje Pawlino 1
- Nowy Swet
- Olgino 1
- Pawlino 1
- Perwoje Maja (1 Maja)
- Pole Tschudes
- Perwomaiski
- Radiozentr
- Saltykowka 4
- Sarja
- Sawwino 1  5
- Schelesnodoroschny 1
- Sewerny
- Sewerny-2
- TschOWB
- WNIIPO

## Wirtschaft
Heute ist Balaschicha der größte Vorort von Moskau und ein Zentrum der Schwerindustrie (mit dem Schwerpunkt Maschinenbau) sowie der Baustoffindustrie. Weiterhin gibt es hier unter anderem Chemie-, Holz-, Textil- und Nahrungsmittelindustrie. Zudem ist die Stadt Standort von drei Forschungsinstituten.

## Verkehr
Zu den wichtigsten Straßenverbindungen Balaschichas gehören die Magistrale M7, die aus der ehemaligen Wladimirka hervorging, und der Moskauer Autobahnring MKAD. Auf dem Stadtgebiet liegen zudem sechs Bahnhöfe, darunter der Kopfbahnhof Balaschicha einer Zweigstrecke der Bahnlinie Moskau – Nischni Nowgorod. Von allen diesen Bahnhöfen bestehen regelmäßige Zugverbindungen mit dem Kursker Bahnhof in Moskau. Eine wichtige Rolle sowohl im innerstädtischen Verkehr als auch im Verkehr von und nach Moskau spielen die zahlreichen Bus- und Marschrutka-Linien der Stadt.

## Sport
Balaschicha war von 2011 bis 2017 Heimat des Eishockeyclubs HK Dynamo Balaschicha. Dieser spielte in der Wysschaja Hockey-Liga, der zweithöchsten russischen Eishockey-Liga. Der Klub trug seine Heimspiele in der 6500 Zuschauer fassenden Balaschicha-Arena aus.

## Sehenswürdigkeiten
- Sendemast Balaschicha (Höhe 300 Meter)
- Eisstadion Balaschicha
- Verklärungskirche in Sawwino
- Kirche der Heiligen Dreifaltigkeit und Rumjanzew-Mausoleum in Pawlino

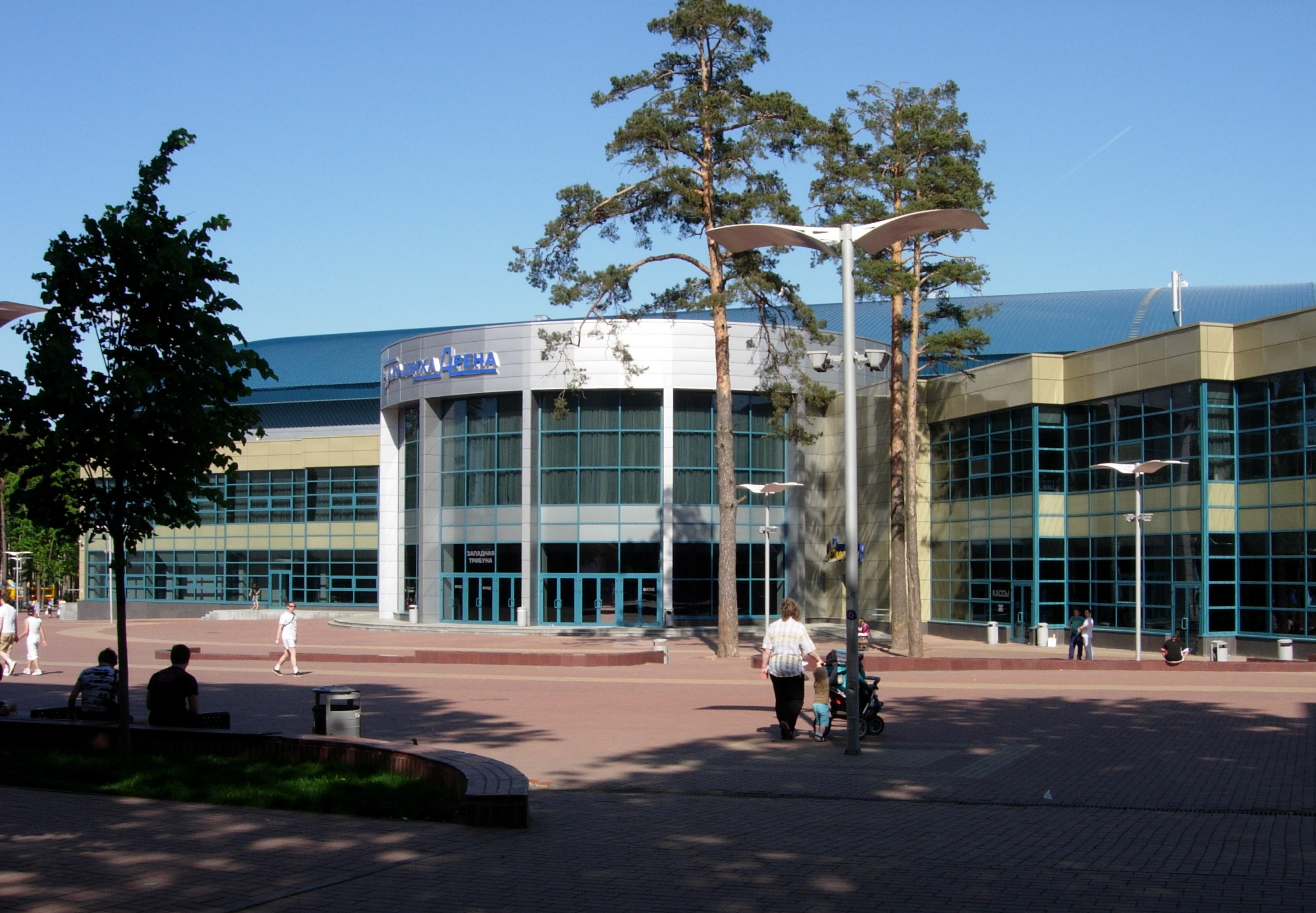
Eisstadion
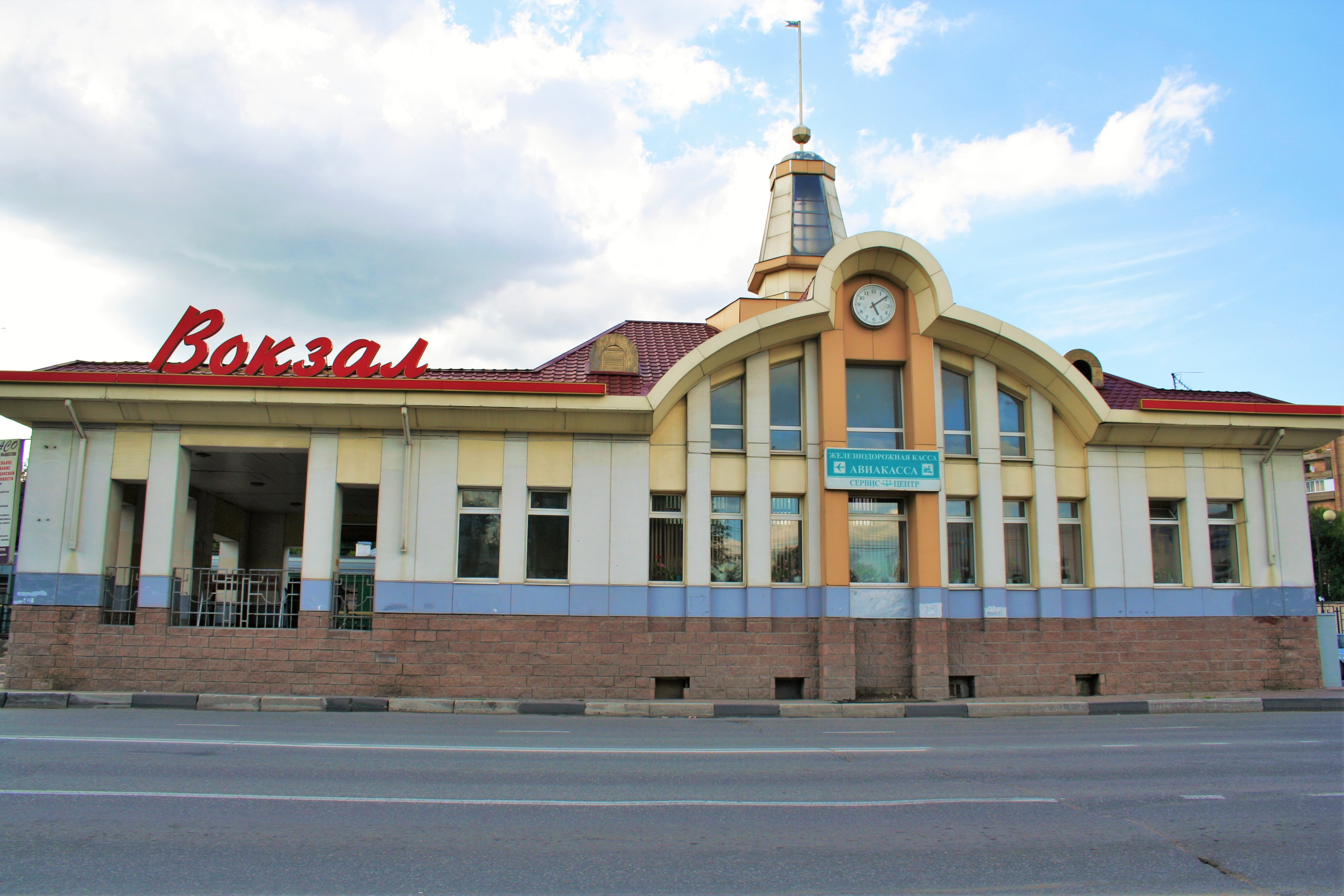
Bahnhof Balaschicha
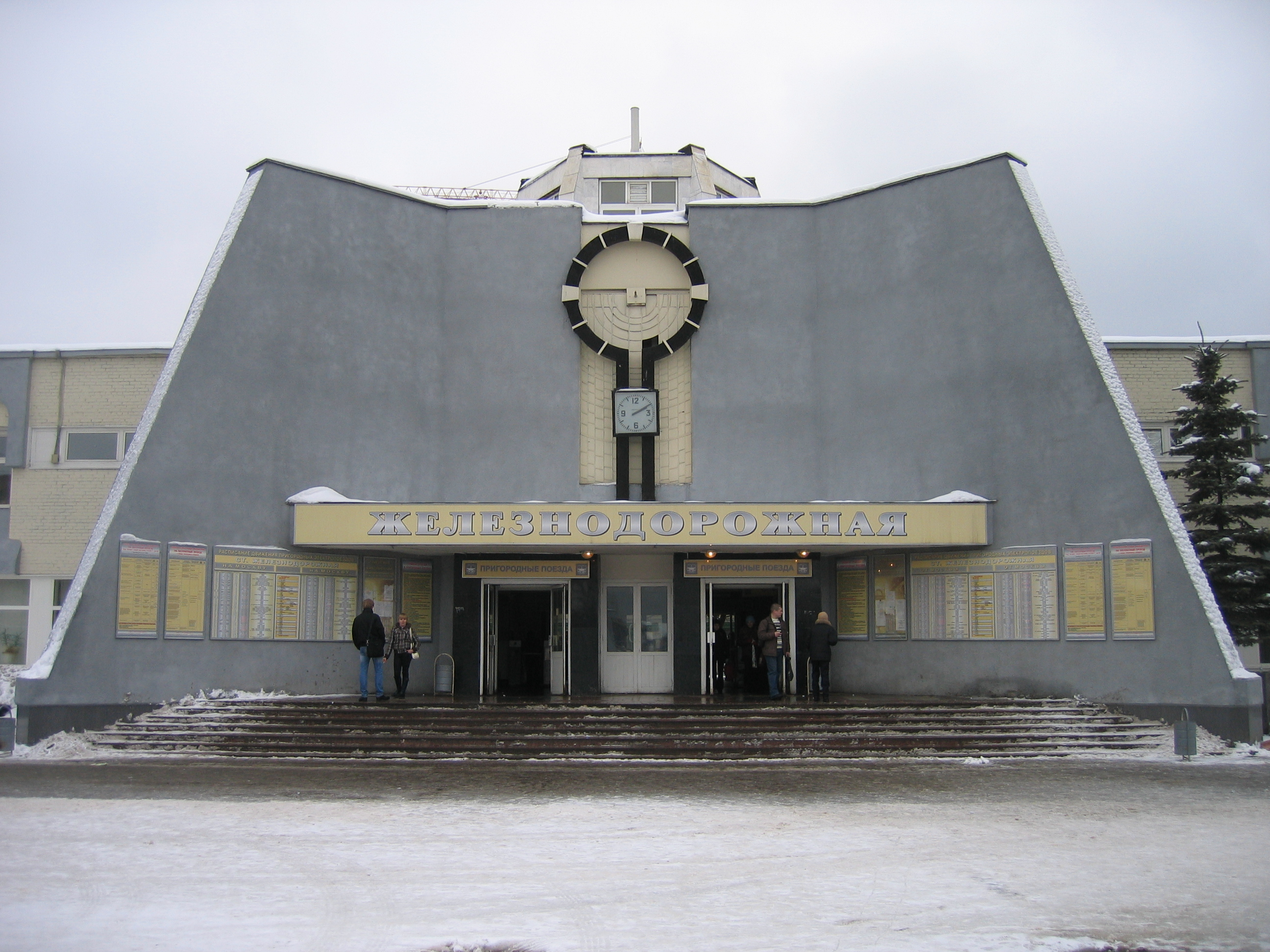
Bahnhof Schelesnodoroschny
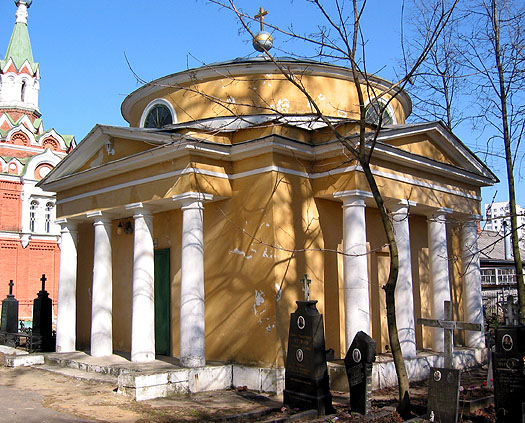
Rumjanzew-Mausoleum
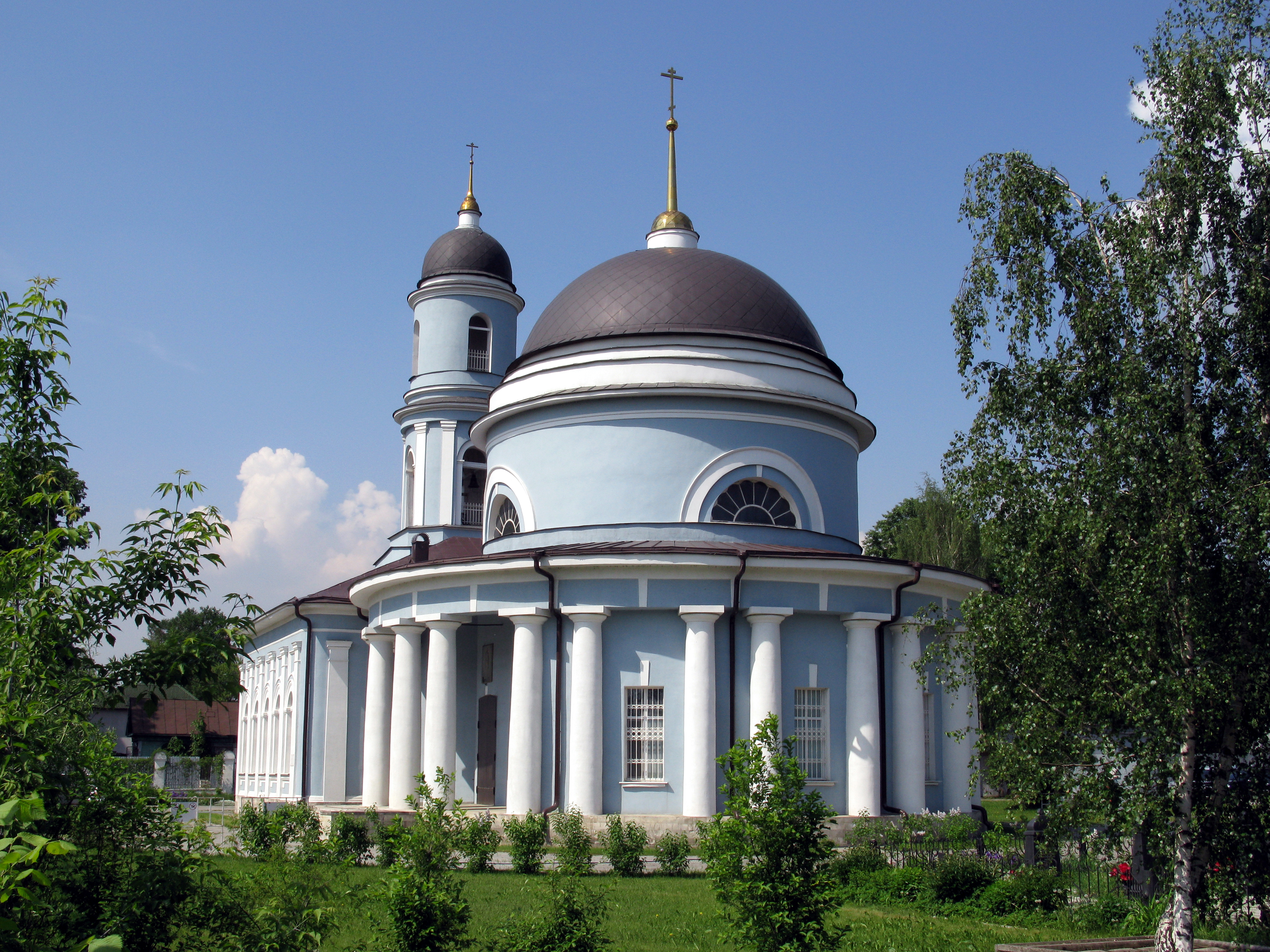
Mariä-Schutz-und-Fürbitte-Kirche
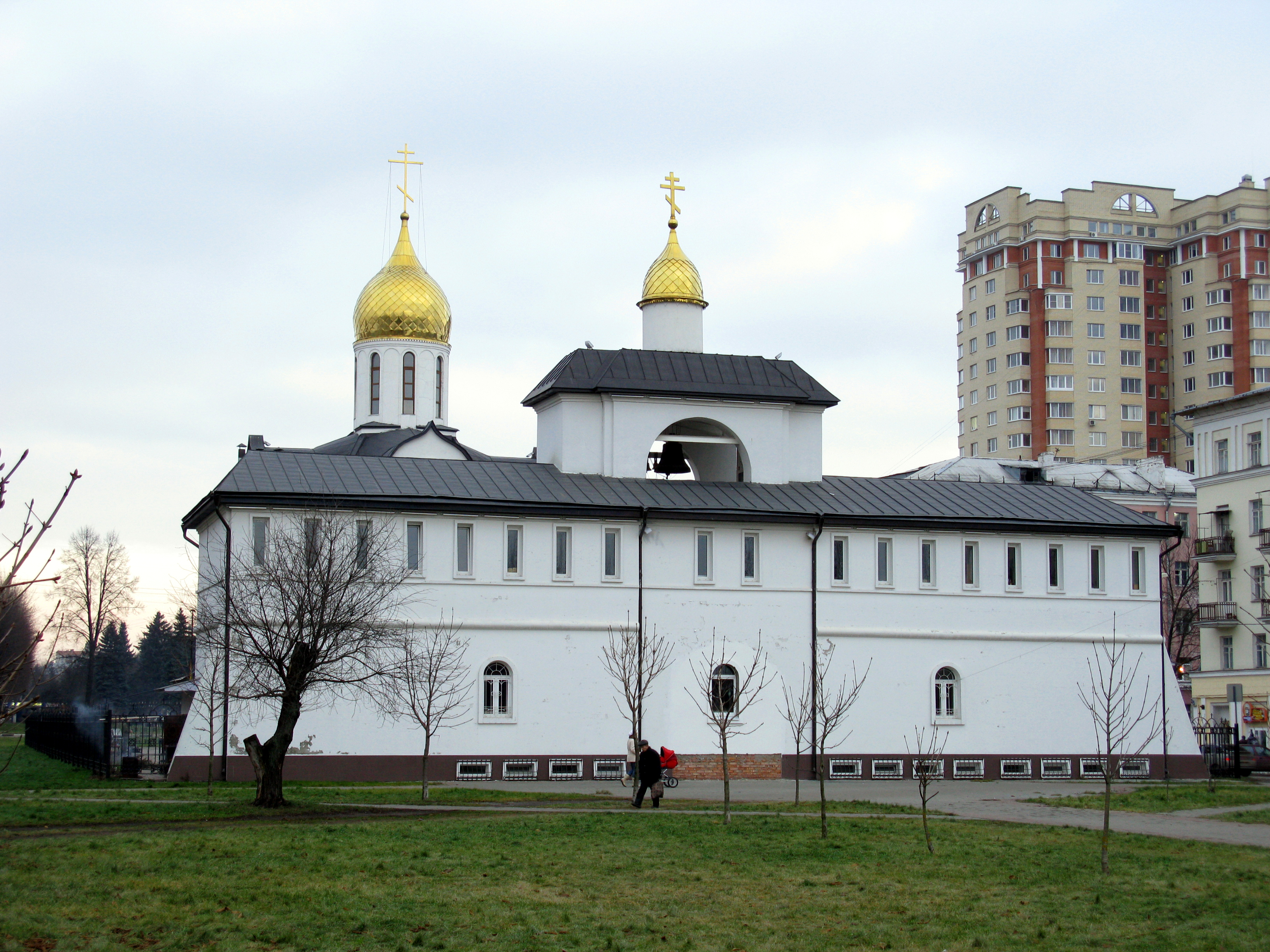
Alexander-Newski-Kirche
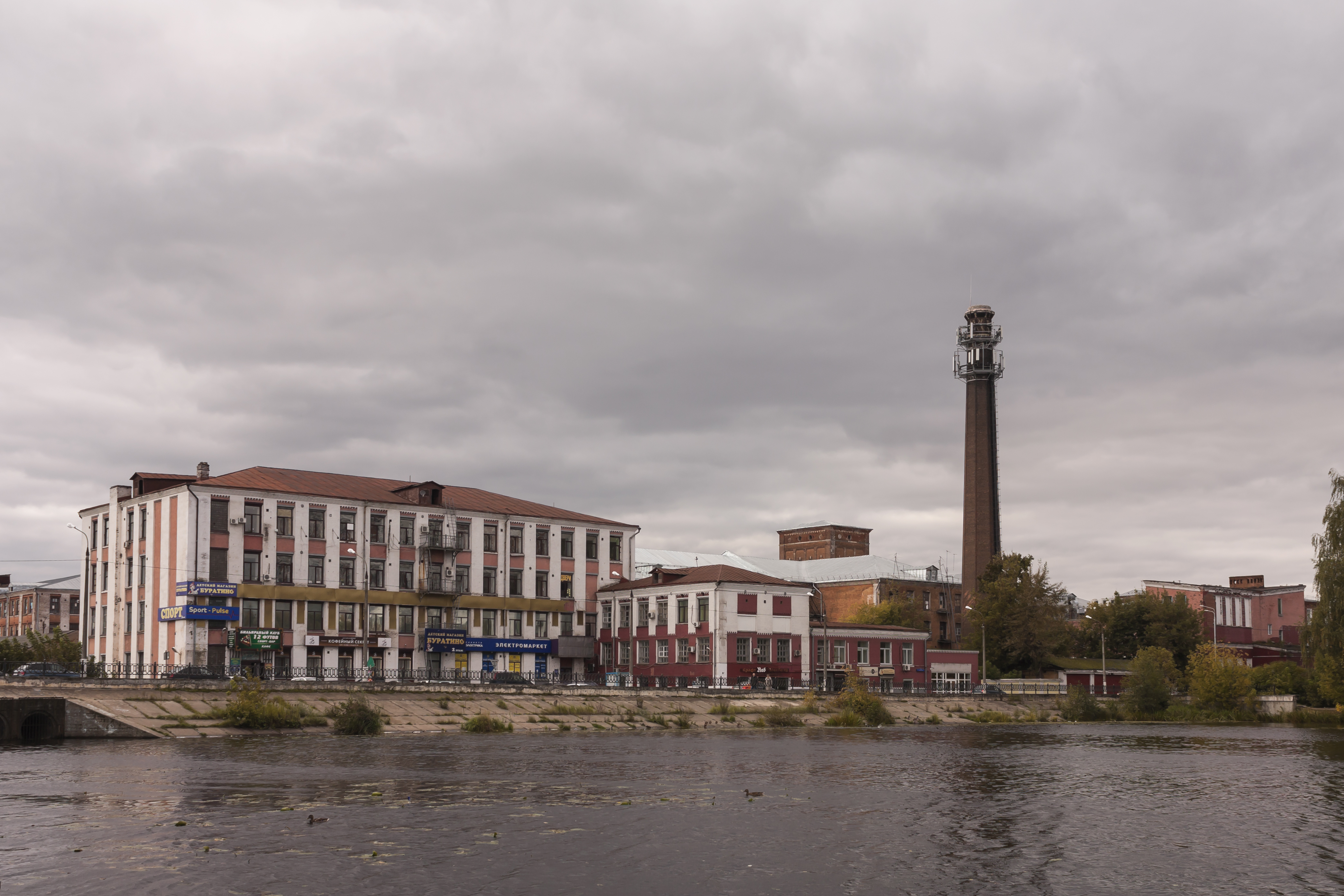
Balaschicha Baumwollspinnerei Nummer 1

## Weiterführende Bildungseinrichtungen
- Institut für Technik, Technologie und Steuerung der Staatlichen Technischen Universität Saratow
- Fakultät der Staatlichen Akademie Moskau für Gerätebau und Informatik
- Russische Staatliche Agrar-Fernuniversität
- Akademie für Sicherheit und Recht
- Moskauer Regionalinstitut für Management
- Institut der sozial-ökonomischen Prognostizierung und der Modellierung
- Peter der Große-Militärakademie der Raketentruppen der strategischen Bestimmung

## Städtepartnerschaften
Balaschicha nennt folgende drei Partnerstädte:
| Stadt    | Land                         | seit |
| -------- | ---------------------------- | ---- |
| Martin   | Žilinský kraj, Slowakei      | 2016 |
| Pernik   | Bulgarien                    |      |
| Yangzhou | Jiangsu, Volksrepublik China | 2006 |

## Söhne und Töchter der Stadt
- Alexei Akifjew (1938–2007), Biologe, Genetiker
- Juri Ljapkin (* 1945), Eishockeyspieler
- Alexander Sapjolkin (1947–2005), Eishockeyspieler
- Alexander Jakuschew (* 1947), Eishockeyspieler
- Ilja Koslow (* 1951), Marineoffizier, Konteradmiral
- Alexei Belenkow (* 1957), Fußballspieler und -trainer
- Wladimir Baranow (* 1959), Bandyspieler
- Andrei Baturin (* 1965), Journalist, Fernsehmoderator
- Wassili Utkin (* 1972), Sportkommentator und Fernsehmoderator
- Nikolai Baskow (* 1976), Estrada- und Pop-Sänger, Opernsänger
- Tatjana Dronina (* 1978), Handballspielerin
- Marija Sidorowa (* 1979), Handballspielerin
- Dmitri Klokow (* 1983), Gewichtheber
- Alexei Solossin (* 1987), Fußballspieler, Torwart
- Denis Dawydow (* 1987), Sambo-Kämpfer
- Maxim Lykow (* 1987), Pokerspieler
- Nadeschda Jewstjuchina (* 1988), Gewichtheberin
- Aljaksandr Wassileuski (* 1992), weißrussischer Sprinter
- Iwan Konowalow (* 1994), Fußballtorwart
- Pawel Kaloschin (* 1998), Fußballspieler
- Maxim Petrow (* 2001), Fußballspieler